# Galaninski receptor 2
Galaninski receptor 2, je G protein spregnuti receptor kodiran  genom.
Galanin je važan neuromodulator prisutan u mozgu, gastrointestinalnom sistemu, i hipotalamo-hipofiznoj osi. To je peptid sa 30 aminokiselina koji nije -terminalno amidiran. On potentno stimuliše sekreciju hormona rasta, usporava brzinu srca, ukida sinusnu aritmiju, i inhibira gastrointestinalni motilitet nakon obroka. Dejstvo galanina je posredovano kroz interakciju sa specifičnim membranskim receptorima koji su članovi 7-transmembranske familije G protein-spregnutih receptora. GALR2 interaguje sa -terminalnim ostacima galanina. Primarni signalni mehanizam GALR2 receptora je put fosfolipaze C/protein kinaze C (preko ), u kontrastu sa GALR1, koji prenosi svoj signal inhibicijom adenilat ciklaze kroz . Bilo je pokazano da se GALR2 efektivno spreže sa Gq i Gi proteinima, i da može da simultano aktivira dva nezavisna puta prenosa signala.

## Literatura
1. 1 2  „Entrez Gene: GALR2 galanin receptor 2”.

## Dodatna literatura
- Bloomquist BT; Beauchamp MR; Zhelnin L;  . (1998). „Cloning and expression of the human galanin receptor GalR2.”. Biochem. Biophys. Res. Commun. 243 (2): 474—9. PMID 9480833. doi:10.1006/bbrc.1998.8133.
- Fathi Z; Battaglino PM; Iben LG;  . (1998). „Molecular characterization, pharmacological properties and chromosomal localization of the human GALR2 galanin receptor.”. Brain Res. Mol. Brain Res. 58 (1-2): 156—69. PMID 9685625. doi:10.1016/S0169-328X(98)00116-8.
- Kolakowski LF; O'Neill GP; Howard AD;  . (1998). „Molecular characterization and expression of cloned human galanin receptors GALR2 and GALR3.”. J. Neurochem. 71 (6): 2239—51. PMID 9832121. doi:10.1046/j.1471-4159.1998.71062239.x.
- Borowsky B; Walker MW; Huang LY;  . (1999). „Cloning and characterization of the human galanin GALR2 receptor.”. Peptides. 19 (10): 1771—81. PMID 9880084. doi:10.1016/S0196-9781(98)00133-8.
- Berger A; Tuechler C; Almer D;  . (2002). „Elevated expression of galanin receptors in childhood neuroblastic tumors.”. Neuroendocrinology. 75 (2): 130—8. PMID 11867941. doi:10.1159/000048229.
- Strausberg RL; Feingold EA; Grouse LH;  . (2003). „Generation and initial analysis of more than 15,000 full-length human and mouse cDNA sequences.”. Proc. Natl. Acad. Sci. U.S.A. 99 (26): 16899—903. PMC 139241 . PMID 12477932. doi:10.1073/pnas.242603899.
- Berger A; Lang R; Moritz K;  . (2004). „Galanin receptor subtype GalR2 mediates apoptosis in SH-SY5Y neuroblastoma cells.”. Endocrinology. 145 (2): 500—7. PMID 14592962. doi:10.1210/en.2003-0649.
- Gerhard DS; Wagner L; Feingold EA;  . (2004). „The status, quality, and expansion of the NIH full-length cDNA project: the Mammalian Gene Collection (MGC).”. Genome Res. 14 (10B): 2121—7. PMC 528928 . PMID 15489334. doi:10.1101/gr.2596504.
- Belfer I; Hipp H; Bollettino A;  . (2007). „Alcoholism is associated with GALR3 but not two other galanin receptor genes.”. Genes, Brain and Behavior. 6 (5): 473—81. PMID 17083333. doi:10.1111/j.1601-183X.2006.00275.x.

## Spoljašnje veze
- „Galanin Receptors: GAL2”. IUPHAR Database of Receptors and Ion Channels. International Union of Basic and Clinical Pharmacology. Архивирано из оригинала 03. 03. 2016. г.